# SOLAR RAY
『SOLAR RAY』（ソーラ・レイ）は、平沢進の1枚目のリメイク・アルバム。2001年10月11日発売。発売元はケイオスユニオン/TESLAKITE。

## 概要
音楽制作に必要な電気エネルギーの全てを、自身が設置した太陽発電による蓄電システムやファンが集めた充電池・単三電池のみで賄い、レコーディングを試みるプロジェクト『Hirasawa Energy Works』の一環で制作された作品。副題の「Hirasawa Best Recycling Album Recycled by P-MODEL Kernel」の通り、もし平沢ソロ作品がP-MODEL風にアレンジされたらという触れ込みで制作され、レコーディングの模様などは全て公式サイト上の特設ページ（外部リンク参照）でアップデートされた。
太陽発電システムの設置は、2001年7月3日から5日の3日間にかけて平沢を含む3人で行われ、直後からレコーディング作業を開始。1日の作業は電気残量が無くなり次第終えるというスタイルで制作された。9月11日のレコーディング終了までに用いられた総消費電力は29,450Wh。
『SOLAR RAY』の発売後、11月10日・11日に科学万博記念公園で「LIVE SOLAR RAY」を開催。アルバムと同じく太陽発電のみで賄った電力を使用するスタイルを取り、それに伴って消費電力の大きいPA装置を省略。演奏は全てFM電波で発信されるため、観客にはFMラジオなどの受信装置を持参することが義務付けられた。

## 収録曲
1. ソーラ・レイ 2 - Solar Ray 2
『ソーラ・レイ』（アルバム時空の水収録）のセルフカバー。原曲よりテンポが速くなっている他、メロディが変更されている。
2. オーロラ 2 - Aurora 2
『オーロラ』（アルバムAURORA収録）のセルフカバー。
『HEAVEN』の伴奏が流用されているほか、間奏でオリジナルにはないギターが追加されている。
その後、2006年に行われた「LIVE白虎野」でストリングス中心にアレンジされた「オーロラ3」が演奏され、LIVE白虎野記念パッケージに収録された。
3. 賢者のプロペラ 3 - Philosopher's Propeller 3
『賢者のプロペラ』（アルバム賢者のプロペラ収録）のセルフカバー。
近年のライブで頻繁に演奏されるナンバーの一つ。
4. Gemini 2
『Gemini』（アルバムSIREN収録）のセルフカバー。
5. Sim City 2
『Sim City』（アルバムSim City収録）のセルフカバー。間奏でアルバムSim Cityの曲「Recall」の語りの一部が挿入されている。
6. 世界タービン 2 - World Turbine 2
『世界タービン』（アルバムサイエンスの幽霊収録）のセルフカバー。
7. 庭師KING 2 - Gardener KING 2
『庭師KING』（アルバム救済の技法収録）のセルフカバー。
節電の為にヴォーカルトラックは原曲のものを使い回している。
本作収録曲では珍しく、近年のライブでは原曲である『庭師KING』の方が頻繁に演奏されている。
8. BERSERK - Forces 1.5
『BERSERK -Forces-』（シングルBERSERK -Forces-収録）のセルフカバー。
サビ以外のキーが1オクターヴ下げられており、平沢は「歌い辛い」とこぼしていた。
2010年に再び原曲のキーに戻され、ストリングス中心のアレンジが施された『BERSERK - Forces 1.5.2』としてリアレンジされ、「PHONON2553」で演奏された。
9. ヴァーチュアル・ラビット 2 - Virtual Rabbit 2
『Virtual Rabbit』（アルバムVirtual Rabbit収録）のセルフカバー。
アルバムサイエンスの幽霊の「ロケット」に使用されたナレーションがイントロなどに挿入されている。
10. 広場で 2 - In the Square 2
『広場で』（アルバムAURORA収録）のセルフカバー。

## 参加ミュージシャン
- 平沢進 - ボーカル、シンセサイザー、miburi
- Miss.N(タイのSP-2) - ナレーション(「Sim city2」)

## 関連リンク
- 平沢進ディスコグラフィー・SOLAR RAY｜平沢進　Susumu Hirasawa (P-MODEL)　Official site
- HIRASAWA ENERGY WORKS - ウェイバックマシン（2012年5月15日アーカイブ分）
- プロジェクト終了後に配信された「ハンターを称える音声ファイル」 - ウェイバックマシン（2022年3月3日アーカイブ分）